# Alyn Shipton
Alyn Shipton (* 24. November 1953) ist ein britischer Jazzbassist (Traditional Jazz, Mainstream Jazz), Jazzkritiker und Jazzautor.
Shipton studierte ab 1972 mit einem Stipendium in Oxford, lehrte englische Literatur am College St. Edmund Hall der Universität Oxford und promovierte an der Oxford Brookes University in Musikgeschichte. 2002/3 lehrte er auch Jazzgeschichte an der Brookes University, daneben gab er Kurse an der University of Exeter und der University of London (Institute of United States Studies). Er wechselte vom Cello zum Kontrabass und spielte als Bassist in den 1970er und Anfang der 1980er Jahre in der Band von Ken Colyer, später im London Ragtime Orchestra, der 1985 gegründeten Butch Thompson´s King Oliver Centennial Band und in der Bigband „Vile bodies“. Er tourte unter anderem mit Al Casey, Sammy Price, Herbie Hall, Bud Freeman, Louis Nelson, Kid Thomas Valentine. Ab Mitte der 1970er Jahre begann er auch als Jazzjournalist für „Footnote“ zu schreiben, zuerst vom New Orleans Jazz Festival 1976. Als Jazzkritiker schrieb er für The Times und moderierte, schrieb und produzierte ab Ende der 1980er Jahre Radiosendungen über Jazz, zuerst bei einem lokalen Radiosender in Oxford, bald darauf bei der BBC, unter anderem „Jazz Library“ in BBC Radio 3, „Jazzmatazz“ auf BBC World Service (wo er in sechs Jahren über 200 Jazzmusiker interviewte), „Jazz Notes“, „Jazz File“, „Impressions“ mit Brian Morton. Er schreibt regelmäßig in „Piano Magazine“ und „Jazzwise Magazine“.
Als Jazzautor schrieb er Bücher zur Jazzgeschichte (seine „New History of Jazz“ war Buch des Jahres der britischen Jazzjournalisten und verschaffte ihm den Titel „Jazz writer of the Year“ bei den British Jazz Awards). Er veröffentlichte Biographien von Dizzy Gillespie (wofür er 1999 den Preis der Association for Recorded Sound Collections und den Book of the Year Award der „Jazz Times“ gewann), Fats Waller und Bud Powell. Er gab die Memoiren von Doc Cheatham („I´ll Guess I Get the Papers and Go Home“ 1996), George Shearing (als Ko-Autor, „Lullaby of Birdland“)  und Danny Barker („Life in Jazz“, 1986,) heraus und lektorierte die Autobiographien von Rex Stewart, Andy Kirk, Bud Freeman, Buck Clayton und Teddy Wilson. Als Lektor bei Grove war er unter anderem für den Dictionary of Instruments und den Dictionary of American Music verantwortlich, außerdem war er mit Barry Kernfeld beratender Herausgeber des New Grove Dictionary of Jazz. Er schrieb auch eine Buch-Serie über Musikinstrumente für Kinder (bei Raintree Steck-Vaughn.in Austin).
2003 gewann er den Willis Conover/Marian McPartland Lifetime Achievement Award für seine Jazzsendungen im Radio.

## Schriften
- Fats Waller – the Cheerful Little Earful, New York, Universe Books 1988, Continuum 2002
- mit Alan Groves: Glass Enclosure – the Life of Bud Powell 1993, New York, Continuum 2001
- Groovin High, Oxford University Press 1999 (Biographie von Dizzy Gillespie)
- A New History of Jazz 2001, New York, Continuum, ISBN 0-8264-7380-6, 2007
- Jazz Makers – Vanguards of Sound, Oxford UP 2002
- Handful of Keys – Conversations with 30 Jazz Pianists, Equinox 2004
- Out of the Long Dark – the Life of Ian Carr, London, Oakville, Equinox 2006
- I Feel a Song Coming On – the Life of Jimmy McHugh, University of Illinois Press 2009, ISBN 9780252034657.